# Nobuatsu Aoki
Nobuatsu Aoki (jap. 青木宣篤 Aoki Nobuatsu; ur. 31 sierpnia 1971 w Sumaga) – japoński motocyklista. Jest bratem innych kierowców motocyklowych – Takumy oraz  Haruchiki.

## Kariera

### 250 cm³
Aoki w Motocyklowych Mistrzostwach Świata zadebiutował w roku 1990, w średniej kategorii 250 cm³. Dosiadając motocykl Hondy, wystartował w jednej rundzie o GP Japonii. Na dobrze znanym dla siebie torze zmagania zakończył na ósmej pozycji. W kolejnym sezonie Nobuatsu zaliczył progres, zajmując piąte miejsce. W trzecim starcie na obiekcie Suzuka Japończyk sięgnął po pierwsze w karierze pole position. Wyścig zakończył na trzeciej lokacie. 
Rok 1993 był pierwszym pełnym sezonem w karierze Japończyka. W zespole Kanemoto już w drugim wyścigu (o GP Malezji) sięgnął po pierwsze zwycięstwo, uzyskując również najszybsze okrążenie. W dalszej części sezonu Aoki nie stanął jednak na podium, najlepszą pozycję uzyskując podczas GP Europy, gdzie zajął czwarte miejsce. Zdobyte punkty sklasyfikowały go na 11. lokacie. 
W kolejnym sezonie Nobuatsu przeniósł się do zespołu Blumex-Rheos. W trakcie zmagań nie osiągnął żadnego spektakularnego wyniku, dwukrotnie uzyskując czwartą pozycję (podczas GP Niemiec i Czech). Pomimo mniejszej ilości punktów Aoki odnotował progres, zajmując 10. miejsce.
W drugim roku współpracy Japończyk uzyskał niewiele większą liczbę punktów. Po raz trzeci w karierze stanął jednak na podium, zajmując w GP Japonii drugą pozycję. W klasyfikacji generalnej uplasował się na wysokiej 6. lokacie. 
Sezon 1996 był ostatnim dla Japończyka w ćwierćlitrówkach. Ani razu nie znalazł się na podium, zdobywając identyczną liczbę punktów, co w zeszłym roku. Rywalizacja wydłużyła się jednak o dwie rundy, tak więc Aoki zanotował spadek, jeżeli chodzi o ostateczny wynik. Potwierdzała to również siódma pozycja w końcowej klasyfikacji.

### 500 cm³/MotoGP
W 1997 roku Nobuatsu awansował do najwyższej klasy wyścigowej 500 cm³. Startując w zespole Rheof-Elf Honda, Japończyk zaliczył najlepszy sezon w karierze, w którym czterokrotnie stanął na podium. W klasyfikacji generalnej uplasował się na 3. miejscu. 
W kolejnym sezonie Aoki reprezentował ekipę Suzuki Grand Prix. Wyniki Japończyka odbiegały jednak od oczekiwań. W trakcie zmagań najlepiej zaprezentował się podczas GP Madrytu, gdzie zajął czwartą pozycję. Uzyskane punkty sklasyfikowały go na dość odległej 9. pozycji, co z perspektywy poprzedniego sezonu było kiepskim wynikiem.
Rok 1999 był jeszcze słabszy w wykonaniu Nobuatsu. W trakcie sezonu rzadziej plasował się w czołowej szóstce, a podczas GP Hiszpanii doznał kontuzji, która wykluczyła go z dwóch następnych wyścigów (o GP Francji i Włoch). Najbliżej podium znalazł się na holenderskim torze Assen, gdzie dojechał na czwartym miejscu. Skromny dorobek punktowy pozwolił Japończykowi zająć w klasyfikacji 13. pozycję. 
Sezon 2000 był ostatnim w zespole Suzuki oraz najlepszym w tej ekipie. Japończyk czterokrotnie uplasował się tuż za podium, na czwartym miejscu. Z największą liczbą punktów we współpracy z japońską stajnią, Aoki został sklasyfikowany na 10. lokacie. 
Po dwuletniej przerwie Nobuatsu powrócił do rywalizacji w najwyższej kategorii, która widniała już pod nazwą "MotoGP" i korzystała z motocykli o pojemności 990 cm³. Japończyk podpisał kontrakt z zespołem Proton Team KR. Nobuatsu ukończył zaledwie połowę wyścigów, ale większość, w których dojechał do mety, zakończył w czołowej ósemce. Uzyskane punkty mu zająć w klasyfikacji 12. pozycję. 
W roku 2003 Aoki ukończył więcej wyścigów, jednakże wyniki wyraźnie się pogorszyły. W pierwszych czterech wyścigach Aoki wystartował na modelu KR3. Dwukrotnie dojechał do mety, zajmując tylko w jednej rundzie miejsce w czołowej dziesiątce (dziewiąta lokata podczas GP Hiszpanii). Począwszy od GP Włoch Japończyk korzystał z motocykla Proton KR5. Rezultaty nie uległy jednak poprawie. Nobuatsu w zaledwie trzech wyścigach uplasował się na premiowanych punktami pozycjach, najwyższą osiągając na torze w Niemczech (jedenaste miejsce). Niewielka liczba punktów sklasyfikowała go na dalekim 21. miejscu. 
Sezon 2004 był ostatnim w pełnym wymiarze, a zarazem najgorszym w karierze Nobuatsu. Japończyk pięciokrotnie sięgał po pojedyncze punkty, a najwyższą uzyskaną pozycją, była trzynasta lokata podczas GP Włoch. Z zaledwie dziesięcioma punktami na koncie Aoki drugi raz z rzędu zajął 21. pozcyję. Po tym roku opuścił mistrzostwa świata. 
W 2005, za sprawą tzw. "dzikiej karty", Aoki wziął udział w dwóch rundach na torze w Czechach i Hiszpanii (w Walencji). Dwa lata później wystartował w przedostatnim wyścigu o GP Malezji. Zajmując trzynaste miejsce, zdobył ostatnie punkty w karierze. W roku 2008 ponownie wystartował na torze Sepang. Był to ostatni wyścig w karierze Aokiego, zakończony na siedemnastej pozycji. Wszystkie starty odbył u dawnego pracodawcy - Suzuki. 

### Statystyki liczbowe
| Rok  | Klasa   | Zespół             | Motocykl      | 1       | 2       | 3       | 4       | 5       | 6       | 7       | 8       | 9       | 10      | 11      | 12      | 13      | 14      | 15      | 16      | 17      | 18    | Punkty | Pozycja | Zwycięstwa |
| ---- | ------- | ------------------ | ------------- | ------- | ------- | ------- | ------- | ------- | ------- | ------- | ------- | ------- | ------- | ------- | ------- | ------- | ------- | ------- | ------- | ------- | ----- | ------ | ------- | ---------- |
| 1990 | 250 cm³ | Cup Noodle-Honda   | NSR250        | JPN 8   | USA -   | ESP -   | NAT -   | GER -   | AUT -   | YUG -   | NED -   | BEL -   | FRA -   | GBR -   | SWE -   | CZE -   | HUN -   | AUS -   |         |         |       | 8      | 29      | 0          |
| 1991 | 250 cm³ | Cup Noodle-Honda   | NSR250        | JPN 5   | AUS -   | USA -   | ESP -   | ITA -   | GER -   | AUT -   | EUR -   | NED -   | FRA -   | GBR -   | RSM -   | CZE -   | VDM -   | MAL -   |         |         |       | 11     | 23      | 0          |
| 1992 | 250 cm³ | Cup Noodle-Honda   | NSR250        | JPN 3   | AUS -   | MAL -   | ESP -   | ITA -   | EUR -   | GER -   | NED -   | HUN -   | FRA -   | GBR -   | BRA -   | RSA -   |         |         |         |         |       | 12     | 14      | 0          |
| 1993 | 250 cm³ | Kanemoto-Honda     | NSR250        | AUS 5   | MAL 1   | JPN 4   | ESP Ret | AUT Ret | GER DNS | NED 10  | EUR 4   | RSM 9   | GBR Ret | CZE 10  | ITA 6   | USA 7   | FIM Ret |         |         |         |       | 100    | 11      | 1          |
| 1994 | 250 cm³ | Blumex Rheos-Honda | NSR250        | AUS 6   | MAL Ret | JPN 8   | ESP 5   | AUT Ret | GER 4   | NED 5   | ITA Inj | FRA 6   | GBR 8   | CZE 4   | USA 5   | ARG 21  | EUR Ret |         |         |         |       | 95     | 10      | 0          |
| 1995 | 250 cm³ | Blumex Rheos-Honda | NSR250        | AUS 5   | MAL 7   | JPN 2   | ESP 8   | GER 8   | ITA 7   | NED 7   | FRA Ret | GBR 10  | CZE 9   | BRA 8   | ARG Ret | EUR 6   |         |         |         |         |       | 105    | 6       | 0          |
| 1996 | 250 cm³ | Blumex Rheos-Honda | NSR250        | MAL 6   | INA 5   | JPN 6   | ESP Ret | ITA 8   | FRA 5   | NED 7   | GER 11  | GBR 8   | AUT 6   | CZE 11  | IMO Ret | CAT 7   | BRA Ret | AUS 7   |         |         |       | 105    | 7       | 0          |
| 1997 | 500 cm³ | Rheos Elf-Honda    | Honda NSR500  | MAL 3   | JPN 5   | ESP 5   | ITA 3   | AUT 4   | FRA Ret | NED 4   | IMO 2   | GER 4   | BRA 4   | GBR 4   | CZE 3   | CAT 5   | INA 4   | AUS Ret |         |         |       | 179    | 3       | 0          |
| 1998 | 500 cm³ | Suzuki Grand Prix  | Suzuki RGV500 | JPN 6   | MAL Ret | ESP 8   | ITA 8   | FRA 8   | MAD 4   | NED 7   | GBR 7   | GER 10  | CZE 12  | IMO 9   | CAT 11  | AUS 6   | ARG 12  |         |         |         |       | 101    | 9       | 0          |
| 1999 | 500 cm³ | Suzuki Grand Prix  | Suzuki RGV500 | MAL 9   | JPN 10  | ESP Ret | FRA Inj | ITA Inj | CAT 11  | NED 4   | GBR Ret | GER Ret | CZE 6   | IMO 7   | VAL 12  | AUS 8   | RSA 7   | BRA 9   | ARG Ret |         |       | 78     | 13      | 0          |
| 2000 | 500 cm³ | Suzuki Grand Prix  | Suzuki RGV500 | RSA 8   | MAL 5   | JPN 4   | ESP 7   | FRA 11  | ITA 4   | CAT 4   | NED 13  | GBR 16  | GER 13  | CZE 8   | POR Ret | VAL 4   | BRA 12  | PAC 9   | AUS 10  |         |       | 116    | 10      | 0          |
| 2002 | MotoGP  | Proton-Team KR     | Proton KR3    | JPN 7   | RSA Ret | ESP 7   | FRA 6   | ITA Ret | CAT Ret | NED Ret | GBR 9   | GER 8   | CZE Ret | POR Ret | BRA 12  | PAC 9   | MAL Ret | AUS 7   | VAL Ret |         |       | 63     | 12      | 0          |
| 2003 | MotoGP  | Proton-Team KR     | Proton KR3    | JPN Ret | RSA 12  | ESP 9   | FRA Ret |         |         |         |         |         |         |         |         |         |         |         |         |         |       | 19     | 21      | 0          |
| 2003 | MotoGP  | Proton-Team KR     | Proton KR5    |         |         |         |         | ITA Ret | CAT 16  | NED Ret | GBR 15  | GER 11  | CZE Ret | POR 20  | BRA Ret | PAC 14  | MAL 18  | AUS 18  | VAL 17  |         |       | 19     | 21      | 0          |
| 2004 | MotoGP  | Proton-Team KR     | Proton KR5    | RSA 17  | ESP 14  | FRA 17  | ITA 13  | CAT 15  | NED Ret | BRA 18  | GER Ret | GBR 18  | CZE 15  | POR 15  | JPN 14  | QAT Ret | MAL 17  | AUS 19  | VAL 18  |         |       | 10     | 21      | 0          |
| 2005 | MotoGP  | Suzuki MotoGP      | Suzuki GSV-R  | ESP -   | POR -   | CHN -   | FRA -   | ITA -   | CAT -   | NED -   | USA -   | GBR -   | GER -   | CZE 16  | JPN -   | MAL -   | QAT -   | AUS -   | TUR -   | VAL Ret |       | 0      | -       | 0          |
| 2007 | MotoGP  | Suzuki MotoGP      | Suzuki GSV-R  | QAT -   | ESP -   | TUR -   | CHN -   | FRA -   | ITA -   | CAT -   | GBR -   | NED -   | GER -   | USA -   | CZE -   | RSM -   | POR -   | JPN -   | AUS -   | MAL 13  | VAL - | 3      | 25      | 0          |
| 2008 | MotoGP  | Suzuki MotoGP      | Suzuki GSV-R  | QAT -   | ESP -   | POR -   | CHN -   | FRA -   | ITA -   | CAT -   | GBR -   | NED -   | GER -   | USA -   | CZE -   | RSM -   | IND -   | JPN -   | AUS -   | MAL 17  | VAL - | 0      | -       | 0          |